# Pteronymia nubivaga
Pteronymia nubivaga är en fjärilsart som beskrevs av Fox 1947. Pteronymia nubivaga ingår i släktet Pteronymia och familjen praktfjärilar. Inga underarter finns listade.